# 에비스 마스캇츠의 구성원
이 항목은 그룹 에비스 마스캇츠의 구성원의 가입, 탈퇴 시기 등의 정보를 다룬다.
에비스 마스캇츠는 2008년 4월 1기 멤버가 들어온 것을 시작으로, 2012년 10월 9기 멤버까지 총 8번의 멤버의 유입이 이뤄졌다. 탈퇴(졸업)에 관해서는 방송이나 홈페이지에서 어떠한 언급도 없이 이뤄졌으며, 방송상으로 개별적인 졸업식을 갖고 졸업한 멤버는 매우 소수이다. 아래는 그룹의 멤버를 기수에 맞춰 나열한 표이다. 이름이 병기되어있는 것은 괄호 안이 이전에 사용했던 이름으로서, 에비스 마스캇츠로 활동 중 예명을 변경한 경우에만 기입하였다.
2011년 10월 음반과는 별도로, 의상을 전부 검은색으로 통일한 유닛이 등장했으며 이를 블랙 마스캇츠라고 한다. 이들은 프로그램에서 기존의 에비스 마스캇츠와 대립각을 세우며 활동했는데, 2012년 3월, 네 명의 블랙 마스캇츠 멤버들이 탈퇴하면서 존속이 어려워졌고, 나머지 인원은 에비스 마스캇츠에 흡수되었다.
| 칼표      | 에비스 마스캇츠의 리더를 역임한 멤버 |
| 이중 칼표 | 블랙 마스캇츠 멤버                   |

## 해산시 구성원
| 기수                                 | 이름                               | 원어 표기                          | 생년월일                           | 합류 시기                          | 해산 시기                          | 해산시 소속사                      | 비고 |
| 《오네가이! 마스캇토》 시기에 합류   | 《오네가이! 마스캇토》 시기에 합류 | 《오네가이! 마스캇토》 시기에 합류 | 《오네가이! 마스캇토》 시기에 합류 | 《오네가이! 마스캇토》 시기에 합류 | 《오네가이! 마스캇토》 시기에 합류 | 《오네가이! 마스캇토》 시기에 합류 | 《오네가이! 마스캇토》 시기에 합류 |
| ------------------------------------ | ---------------------------------- | ---------------------------------- | ---------------------------------- | ---------------------------------- | ---------------------------------- | ---------------------------------- | --- |
| 1                                    | Rio                                | りお                               | 1986년 10월 29일                   | 2008년 4월 7일                     | 2013년 4월 7일                     | T-powers                           | 2017년 10월 4일 에비스 마스캇츠 1.5 PTA로서 복귀                                                                                        |
| 1                                    | 니시노 쇼                          | 西野翔                             | 1985년 6월 29일                    | 2008년 4월 7일                     | 2013년 4월 7일                     | PRIME AGENCY                       | |
| 1                                    | 사야마 아이                        | 佐山愛                             | 1989년 1월 8일                     | 2008년 5월 19일                    | 2013년 4월 7일                     | PRIME AGENCY                       | 2010년 3월 29일 졸업/2011년 6월 29일 복귀                                                                                               |
| 1                                    | 아사미 유마                        | 麻美ゆま                           | 1987년 3월 24일                    | 2008년 4월 7일                     | 2013년 4월 7일                     | 알뤼르                             | 2대 리더 (2010년 4월 7일 ~ 2012년 3월 7일) 2017년 10월 4일 에비스 마스캇츠 1.5 PTA로서 복귀                                             |
| 1                                    | 아오이 소라                        | 蒼井そら                           | 1983년 11월 11일                   | 2008년 4월 7일                     | 2013년 4월 7일                     | PRIME AGENCY                       | 초대 리더 (2008년 4월 7일 ~ 2010년 3월 29일) 2010년 3월 29일 졸업/2010년 10월 6일 복귀 2017년 10월 4일 에비스 마스캇츠 1.5 PTA로서 복귀 |
| 1                                    | 안도 아이카                        | 安藤あいか                         | 1984년 7월 9일                     | 2008년 4월 7일                     | 2013년 4월 7일                     | NEWGATE PRODUCTION                 | |
| 1                                    | 오가와 아사미                      | 小川あさ美                         | 1985년 4월 11일                    | 2008년 4월 7일                     | 2013년 4월 7일                     | SUN PRO                            | |
| 1                                    | 요시자와 아키호                    | 吉沢明歩                           | 1984년 3월 3일                     | 2008년 4월 7일                     | 2013년 4월 7일                     | aina                               | |
| 1                                    | 카와무라 리카                      | 川村りか                           | 1982년 10월 10일                   | 2008년 4월 7일                     | 2013년 4월 7일                     | NEWGATE PRODUCTION                 | 블랙 마스캇츠 리더 2010년 3월 29일 졸업/2011년 10월 5일 블랙 마스캇츠로서 복귀/2012년 3월 7일 멤버에 복귀                               |
| 1                                    | 하츠네 미노리                      | 初音みのり                         | 1987년 12월 10일                   | 2008년 4월 7일                     | 2013년 4월 7일                     | TIARA                              | |
| 《오네다리!! 마스캇토》 시기에 합류  |                                    |                                    |                                    |                                    |                                    |                                    | |
| 2                                    | 나가사쿠 아이리                    | 永作あいり                         | 1988년 3월 17일                    | 2009년 4월 6일                     | 2013년 4월 7일                     | SP-1                               | 2010년 3월 29일 졸업/2010년 10월 6일 복귀                                                                                               |
| 2                                    | 사쿠라기 린                        | 桜木凛                             | 1989년 3월 3일                     | 2009년 4월 6일                     | 2013년 4월 7일                     | PRIME AGENCY                       | |
| 2                                    | 야마구치 마나미                    | 山口愛実                           | 1984년 3월 31일                    | 2009년 4월 6일                     | 2013년 4월 7일                     | AVILLA                             | 2010년 3월 29일 졸업/2010년 10월 6일 복귀                                                                                               |
| 2                                    | 오구라 하루카                      | 小倉遥                             | 1984년 8월 9일                     | 2009년 4월 6일                     | 2013년 4월 7일                     | VERTEX                             | 2010년 3월 29일 졸업/2010년 10월 6일 복귀                                                                                               |
| 2                                    | 카와무라 에나                      | 川村えな                           | 1987년 3월 10일                    | 2009년 4월 6일                     | 2013년 4월 7일                     | NEWGATE PRODUCTION                 | 2010년 3월 29일 졸업/2010년 10월 6일 복귀                                                                                               |
| 2                                    | 키자키 제시카                      | 希崎ジェシカ                       | 1989년 6월 10일                    | 2009년 5월 4일                     | 2013년 4월 7일                     | Duo Entertainment                  | |
| 3                                    | 카스미 카호                        | かすみ果穂                         | 1984년 10월 14일                   | 2009년 10월 5일                    | 2013년 4월 7일                     | LOTUS GROUP                        | |
| 《쵸이토 마스캇토!》 시기에 합류     |                                    |                                    |                                    |                                    |                                    |                                    | |
| 4                                    | 루카와 리나                        | 瑠川リナ                           | 1991년 2월 23일                    | 2010년 4월 7일                     | 2013년 4월 7일                     | L-Promotion                        | |
| 4                                    | 야마나카 아야코                    | 山中絢子                           | 1986년 10월 14일                   | 2010년 4월 7일                     | 2013년 4월 7일                     | ONE EIGHT PROMOTION                | |
| 4                                    | 코다마 나나코                      | 児玉菜々子                         | 1987년 4월 3일                     | 2010년 4월 7일                     | 2013년 4월 7일                     | Vithmic°                           | |
| 4                                    | 키시 아이노                        | 希志あいの                         | 1988년 2월 1일                     | 2010년 4월 7일                     | 2013년 4월 7일                     | Duo Entertainment                  | 3대 리더 (2012년 3월 7일 ~ 2013년 4월 7일)                                                                                              |
| 《오네다리 마스캇토DX!》 시기에 합류 |                                    |                                    |                                    |                                    |                                    |                                    | |
| 5                                    | 쿠리야마 무이                      | 栗山夢衣                           | 1988년 2월 24일                    | 2010년 11월 17일                   | 2013년 4월 7일                     | At Entertainment                   | |
| 6                                    | 사토미 유리아                      | 里美ゆりあ                         | 1984년 12월 17일                   | 2011년 4월 6일                     | 2013년 4월 7일                     | T-powers                           | |
| 《오네다리 마스캇토SP!》 시기에 합류 |                                    |                                    |                                    |                                    |                                    |                                    | |
| 7                                    | 사카모토 리온                      | 坂本りおん                         | 1991년 5월 12일                    | 2011년 10월 5일                    | 2013년 4월 7일                     | At Entertainment                   | 2012년 3월 7일 멤버에 합류 |
| 7                                    | 시노하라 사에미                    | 篠原冴美                           | 1992년 8월 29일                    | 2011년 10월 5일                    | 2013년 4월 7일                     | ONE EIGHT PROMOTION                | |
| 7                                    | 오시카와 유리 (오시카와 유이카)    | 推川ゆうり (押川唯香)              | 1990년 6월 13일                    | 2011년 10월 5일                    | 2013년 4월 7일                     | JEWEL PROMOTION                    | 2013년 1월 예명 변경 |
| 7                                    | 유이                               | 結夜                               | 1989년 11월 22일                   | 2011년 10월 5일                    | 2013년 4월 7일                     | Funit! entertainment               | |
| 8                                    | 안조 안나                          | 安城アンナ                         | 1991년 11월 1일                    | 2012년 4월 4일                     | 2013년 4월 7일                     |                                    | |
| 8                                    | 하루나 하나                        | 春菜はな                           | 1988년 11월 8일                    | 2012년 4월 4일                     | 2013년 4월 7일                     |                                    | |
| 9                                    | 키지마 아이리                      | 希島あいり                         | 1988년 12월 24일                   | 2012년 10월 6일                    | 2013년 4월 7일                     | Duo Entertainment                  | 2020년 3월 30일 에비스 마스캇츠 (1.5세대) 멤버로서 복귀                                                                                 |

## 해산 전 구성원
| 기수                                 | 이름                               | 원어 표기                          | 생년월일                           | 합류 시기                          | 탈퇴 시기                          | 탈퇴시 소속사                      | 비고                                              |
| 《오네가이! 마스캇토》 시기에 합류   | 《오네가이! 마스캇토》 시기에 합류 | 《오네가이! 마스캇토》 시기에 합류 | 《오네가이! 마스캇토》 시기에 합류 | 《오네가이! 마스캇토》 시기에 합류 | 《오네가이! 마스캇토》 시기에 합류 | 《오네가이! 마스캇토》 시기에 합류 | 《오네가이! 마스캇토》 시기에 합류                |
| ------------------------------------ | ---------------------------------- | ---------------------------------- | ---------------------------------- | ---------------------------------- | ---------------------------------- | ---------------------------------- | ------------------------------------------------- |
| 1                                    | 오자와 마리아                      | 小澤マリア                         | 1986년 1월 8일                     | 2008년 4월 7일                     | 2008년 4월 14일                    | T-powers                           |                                                   |
| 1                                    | 와카스기 나츠키                    | 若杉夏希                           | 1987년 7월 23일                    | 2008년 4월 7일                     | 2008년 4월 28일                    |                                    |                                                   |
| 1                                    | 나츠미 카호                        | 夏実かほ                           | 1984년 8월 24일                    | 2008년 4월 7일                     | 2008년 5월 12일                    |                                    |                                                   |
| 1                                    | 모모세 에미루                      | 桃瀬えみる                         | 1985년 3월 22일                    | 2008년 4월 7일                     | 2008년 5월 12일                    | PRODUCTION OFFICE BOOM             |                                                   |
| 1                                    | 모카                               | モカ                               | 1988년 7월 7일                     | 2008년 4월 7일                     | 2008년 5월 12일                    | Meito                              |                                                   |
| 1                                    | 쿠루미 히나                        | くるみひな                         | 1989년 1월 14일                    | 2008년 4월 7일                     | 2008년 5월 12일                    | T-powers                           |                                                   |
| 1                                    | 아노아 루루                        | あのあるる                         | 1988년 3월 8일                     | 2008년 4월 7일                     | 2008년 6월 2일                     | PRIME AGENCY                       |                                                   |
| 1                                    | 스기하라 모모카                    | 杉原桃花                           | 1985년 12월 15일                   | 2008년 6월 9일                     | 2008년 6월 16일                    |                                    |                                                   |
| 1                                    | Ami                                | あみ                               | 1986년 7월 10일                    | 2008년 6월 9일                     | 2008년 8월 18일                    |                                    |                                                   |
| 1                                    | 하나조노 우라라 (니시조노 모모코)  | 花園うらら (西園桃子)              | 1984년 12월 4일                    | 2008년 4월 7일                     | 2008년 8월 28일                    | BACCARAT                           | 2008년 6월 예명 변경                              |
| 1                                    | 미즈타마 레몬                      | 水玉レモン                         | 1989년 3월 3일                     | 2008년 5월 19일                    | 2008년 11월 10일                   | PRIME AGENCY                       |                                                   |
| 1                                    | 카타오카 사키                      | 片岡さき                           | 1986년 7월 4일                     | 2008년 4월 7일                     | 2008년 12월 8일                    | T-powers                           |                                                   |
| 1                                    | 쇼지 유코                          | 庄司ゆうこ                         | 1984년 2월 22일                    | 2008년 4월 7일                     | 2009년 3월 30일                    | N&S PROMOTION                      |                                                   |
| 1                                    | 메구미 케이                        | 恵けい                             | 1989년 6월 10일                    | 2008년 11월 17일                   | 2010년 1월 11일                    | Duo Entertainment                  |                                                   |
| 1                                    | 미히로                             | みひろ                             | 1982년 5월 19일                    | 2008년 4월 21일                    | 2010년 3월 29일                    | m-voice                            | 2017년 10월 4일 에비스 마스캇츠 1.5 멤버로서 복귀 |
| 1                                    | 후지우라 메구                      | 藤浦めぐ                           | 1989년 5월 4일                     | 2008년 11월 17일                   | 2010년 3월 29일                    | T-powers                           |                                                   |
| 1                                    | KONAN                              | こなん                             | 1985년 3월 4일                     | 2008년 5월 19일                    | 2010년 7월 7일                     | ONE EIGHT PROMOTION                | 2010년 7월 7일 SDN48 가입                         |
| 1                                    | 카스미 리사                        | かすみりさ                         | 1984년 5월 31일                    | 2008년 4월 7일                     | 2011년 7월 2일                     | TeStar                             |                                                   |
| 《오네다리!! 마스캇토》 시기에 합류  |                                    |                                    |                                    |                                    |                                    |                                    |                                                   |
| 2                                    | 사쿠라이 코즈에                    | 桜井こずえ                         | 1986년 11월 4일                    | 2009년 4월 6일                     | 2009년 6월 1일                     | VERTEX                             |                                                   |
| 2                                    | 유리사                             | ユリサ                             | 1985년 7월 27일                    | 2009년 4월 6일                     | 2009년 6월 1일                     |                                    |                                                   |
| 2                                    | 츠키미 시오리                      | 月見栞                             | 1986년 4월 16일                    | 2009년 4월 6일                     | 2009년 6월 1일                     | PRIME AGENCY                       |                                                   |
| 2                                    | 토다 레이                          | 戸田れい                           | 1987년 2월 9일                     | 2009년 4월 6일                     | 2009년 6월 1일                     | NASA ENTERTAINMENT                 |                                                   |
| 2                                    | 미사키 미유                        | 美咲みゆ                           | 1988년 10월 1일                    | 2009년 4월 6일                     | 2010년 3월 29일                    | CIRCUS ENTERTAINMENT               |                                                   |
| 2                                    | 우에하라 카에라                    | 上原カエラ                         | 1988년 2월 14일                    | 2009년 4월 20일                    | 2010년 3월 29일                    | RIZE-CUBIC                         |                                                   |
| 3                                    | 키리노 미오                        | 桐野澪                             | 1984년 3월 3일                     | 2009년 10월 5일                    | 2009년 10월 5일                    | AVILLA                             |                                                   |
| 3                                    | 사쿠라 코코미                      | 桜ここみ                           | 1988년 12월 18일                   | 2009년 10월 5일                    | 2010년 3월 29일                    | T-powers                           |                                                   |
| 3                                    | 키리하라 에리카                    | 桐原エリカ                         | 1987년 12월 15일                   | 2009년 10월 5일                    | 2010년 3월 29일                    | BAMBI PROMOTION                    |                                                   |
| 《쵸이토 마스캇토!》 시기에 합류     |                                    |                                    |                                    |                                    |                                    |                                    |                                                   |
| 4                                    | 아가와 노조미                      | 阿川のぞみ                         | (생년월일 불명)                    | 2010년 4월 7일                     | 2010년 6월 2일                     |                                    |                                                   |
| 4                                    | 후지사키 아카네                    | 藤崎あかね                         | 1983년 9월 9일                     | 2010년 4월 7일                     | 2010년 6월 2일                     | ONE EIGHT PROMOTION                |                                                   |
| 4                                    | 시바타 쇼코                        | 芝田翔生子                         | 1985년 4월 14일                    | 2010년 4월 7일                     | 2010년 9월 29일                    | Artist Box                         |                                                   |
| 4                                    | 오카 에리                          | 桜花えり                           | 1990년 4월 11일                    | 2010년 4월 7일                     | 2010년 9월 29일                    | PRODUCTION OFFICE BOOM             |                                                   |
| 4                                    | 유키 마코토                        | 優希まこと                         | 1990년 7월 7일                     | 2010년 7월 7일                     | 2010년 9월 29일                    |                                    |                                                   |
| 4                                    | 쿠리바야시 리리                    | 栗林里莉                           | 1987년 4월 16일                    | 2010년 4월 7일                     | 2010년 9월 29일                    |                                    |                                                   |
| 4                                    | 나가세 유미                        | 永瀬ゆみ                           | 1980년 10월 18일                   | 2010년 4월 7일                     | 2011년 5월 4일                     | BAMBI PROMOTION                    |                                                   |
| 4                                    | 이치조 마오                        | 一条真央                           | 1987년 10월 4일                    | 2010년 4월 7일                     | 2011년 5월 4일                     | n! PRO                             |                                                   |
| 4                                    | 하야시다 유리아                    | 林田ゆりあ                         | 1988년 8월 1일                     | 2010년 4월 7일                     | 2011년 5월 4일                     | n! PRO                             |                                                   |
| 4                                    | 오리이 하루나                      | 織井遙菜                           | 1989년 2월 14일                    | 2010년 4월 7일                     | 2011년 9월 21일                    | N&S PROMOTION                      |                                                   |
| 4                                    | 후쿠니시 나츠키 (리리카)           | 福西菜月 (凛々果)                  | 1986년 1월 22일                    | 2010년 4월 7일                     | 2012년 3월 31일                    |                                    | 2011년 8월 예명 변경                              |
| 《오네다리 마스캇토DX!》 시기에 합류 |                                    |                                    |                                    |                                    |                                    |                                    |                                                   |
| 5                                    | 소노다 마키                        | 園田真紀                           | 1989년 7월 18일                    | 2010년 10월 6일                    | 2011년 5월 4일                     | SPIRITWALKER PRODUCTION            |                                                   |
| 5                                    | 요코야마 미유키                    | 横山美雪                           | 1989년 11월 15일                   | 2010년 10월 6일                    | 2011년 5월 4일                     | Funit! entertainment               |                                                   |
| 6                                    | 나기사 코토미                      | 渚ことみ                           | 1991년 4월 5일                     | 2011년 4월 6일                     | 2011년 4월 27일                    | BAMBI PROMOTION                    |                                                   |
| 6                                    | 마시로 안                          | ましろ杏                           | 1990년 1월 23일                    | 2011년 4월 6일                     | 2011년 6월 1일                     | MARKS GROUP                        |                                                   |
| 6                                    | 아마미 츠바사                      | 天海つばさ                         | 1988년 3월 8일                     | 2011년 4월 6일                     | 2011년 6월 1일                     | DINO                               |                                                   |
| 6                                    | 하라다 아키에                      | 原田明絵                           | 1987년 1월 22일                    | 2011년 4월 6일                     | 2011년 6월 29일                    | Diva* Promotion                    |                                                   |
| 6                                    | 미나모토 미나                      | 源みいな                           | 1992년 7월 19일                    | 2011년 7월 20일                    | 2011년 9월 7일                     | PRIME AGENCY                       |                                                   |
| 《오네다리 마스캇토SP!》 시기에 합류 |                                    |                                    |                                    |                                    |                                    |                                    |                                                   |
| 7                                    | 아사카와 코토미                    | 朝川ことみ                         | 1989년 3월 7일                     | 2011년 10월 5일                    | 2012년 2월 29일                    | AVILLA                             |                                                   |
| 7                                    | 오카모토 유이                      | 岡本唯                             | 7월 2일 (출생년 불명)              | 2011년 10월 5일                    | 2012년 2월 29일                    | RISING SUN                         |                                                   |
| 7                                    | 카네시로 마오                      | 金城真央                           | 1983년 10월 5일                    | 2011년 10월 5일                    | 2012년 2월 29일                    | ALIVE Entertainment                |                                                   |
| 7                                    | 호조 마미                          | 北條まみ                           | 1984년 3월 2일                     | 2011년 10월 5일                    | 2012년 2월 29일                    | PLATINUM PRODUCTION                |                                                   |
| 7                                    | 오하시 사요코                      | 大橋沙代子                         | 1985년 5월 20일                    | 2011년 10월 5일                    | 2012년 6월 20일                    | Vithmic°                           | 블랙 마스캇츠 서브리더 2012년 3월 7일 멤버에 합류 |
| 8                                    | 미즈키 우루하                      | 水樹うるは                         | 1992년 12월 3일                    | 2012년 4월 4일                     | 2012년 6월 20일                    |                                    |                                                   |